# 오소리오의 황폐화
오소리오의 황폐화사건은 오늘날의 히스파니올라섬에 있던 스페인의 산토도밍고 도독령에서 섬의 서부와 북부에서 일어나는 밀수를 방지하기 위해 섬 서부와 북부를 황폐화시키고, 주민들을 섬의 남동부로 강제 이주시킨 사건이다. 
이후 인구가 줄어든 지역은 다른 외세의 식민화에 취약해져서 섬의 서부와 프랑스에게 점령되어 프랑스의 식민지 생도맹그를 거쳐 오늘날의 아이티가 되었다. 스페인은 레이스베이크 조약에서 섬 서부에 대한 프랑스의 주권을 인정하였다.